# Arrondissement de Charleroi
Arrondissement de Charleroi är ett arrondissement i Belgien.   Det ligger i provinsen Hainaut och regionen Vallonien, i den centrala delen av landet, 50 kilometer söder om huvudstaden Bryssel.
Runt Arrondissement de Charleroi är det i huvudsak tätbebyggt. Runt Arrondissement de Charleroi är det tätbefolkat, med 947 invånare per kvadratkilometer.

## Kommuner
Följande kommuner ingår i arrondissementet;

- Aiseau-Presles
- Chapelle-lez-Herlaimont
- Charleroi
- Châtelet
- Courcelles
- Farciennes
- Fleurus
- Fontaine-l'Évêque
- Gerpinnes
- Les Bons Villers
- Manage
- Montigny-le-Tilleul
- Pont-à-Celles
- Seneffe